# Bischofshofen
Bischofshofen grad je u kotaru St. Johann im Pongau u austrijskoj saveznoj državi Salzburg. To je važno prometno čvorište koje se nalazi i na željezničkoj liniji Salzburg - Tirol i na autocesti Tauern, glavnoj autocesti koja prelazi glavni lanac Alpa.

## Geografija
Bischofshofen se nalazi unutar Sjevernih vapnenačkih Alpa, u dolini rijeke Salzach, oko 50 km južno od glavnog regionalnoga grada Salzburga. Okružen je masivom Hochkönig na zapadu, dijelom Berchtesgadenskih Alpa, Tennenskim planinama na sjeveroistoku i Salzburškim Škriljavim Alpama na jugoistoku.
Općinsko područje obuhvaća katastarske zajednice: uži Bischofshofen, Buchberg, Haidberg i Winkl.

## Povijest
U neolitsko doba, lokalna keltska plemena kopala su bakar i sol u obližnjim brdima. Kelti su kasnije pokoreni ili asimilirani u rastućem Rimskom Carstvu, kada je područje postalo dio provincije Noricum. U 3./4. stoljeću, rimska cesta vodila je od doline Salzach do Radstadta na rijeci Enns.
U 8. stoljeću, bavarska plemena naselila su regiju pod pokroviteljstvom vojvoda Agilolfinga i biskupa Ruperta od Salzburga. Područje Pongau prvi put se spominje u dokumentu iz 711. godine, kada je osnovan samostan (Cella Maximiliana) pod pokroviteljstvom salzburških nadbiskupa i plemićke obitelji iz Oberalma. Slavenska plemena kasnije su uništila ovaj samostan.
U 12. stoljeću salzburški nadbiskup darovao je današnjoj crkvi sv. Maksmilijana zlatom i draguljima optočenu relikviju, raspelo svetog Ruberta.
Željezničko čvorište Bischofshofen ponovno se uzdiglo krajem 19. stoljeća izgradnjom željezničke pruge Salzburg - Tirol. Status trgovišta dobilo je 1900., a gradska prava 24. rujna 2000. godine.

## Sport
Završno natjecanje tradicionalnog Turnira četiri skakaonice u skijaškim skokovima održava se svake godine u Paul-Ausserleitner-Schanze u Bischofshofenu oko 6. siječnja. Velika natjecanja u skijaškim skokovima na FIS Svjetskom prvenstvu u nordijskom skijanju 1999. održana su u Bischofshofenu.